# Sông Vuoksi
Sông Vuoksi (tiếng Karjala: Karjalaksi Vuokša, tiếng Phần Lan: Vuoksi, tiếng Thụy Điển: Vuoksen, tiếng Nga: Вуокса, tiếng Ukraina: Вуоксі / Вуокса) là một dòng sông chảy qua Bắc phần của eo đất Karelia từ hồ Saimaa ở Đông Nam Phần Lan đến hồ Ladoga ở Tây Bắc nước Nga.
Dòng nước này được công nhận là một trong những thành tố trọng yếu trong không gian văn hóa Kalevala tại Phần Lan và Nga.

## Thủy văn & địa vực
Con sông đổ vào hồ Ladoga trong ba nhánh, nhánh chính phía Bắc cũ hơn chính tại Priozersk (Käkisalmi), một nhánh nhỏ hơn vài km. Về phía Bắc của nó và kể từ 1857, một nhánh phía Nam mới vào năm mươi cây số phía đông nam là sông Burnaya (tiếng Phần Lan: Taipaleenjoki), mà đã trở thành dòng chính về lưu lượng nước. Các nhánh sông cũ phía bắc thoát chỉ đạt chỉ phía hạ lưu của lưu vực Vuoksi sau năm 1857 và không được cấp nước bởi các vùng nước của các hồ Saimaa. Nhánh phía bắc và phía nam thực sự thuộc về hai hệ thống sông riêng biệt, vào những thời điểm được phân lập từ mỗi khác ngay trong mùa khô.
Độ lệch giữa Hồ Saimaa và hồ Ladoga là 69 mét. Sông có tổng chiều dài 162 km qua các nhánh Priozersk hoặc 150 km qua các nhánh Taipale. Đối với hầu hết chiều dài của nó, sông mở rộng ra một loạt các hồ nước bị ràng buộc với nhau bởi các kết nối như sông ngắn hơn. Một trong số này, hồ Uusijärvi để Priozersk, được Tô Liên đổi tên thành hồ Vuoksa.
Sông chảy qua các đô thị : Inmatra (Phần Lan), Svetogorsk, Kamennogorsk, Priozersk. Công trình lớn nhất là đập thủy điện Inmatra, cung cấp hàng tỉ mét khối nước mỗi năm, đồng thời là nguồn điện lực quan trọng nhất tại khu vực Karjala và Sankt-Peterburg.
| Tổng diện tích | Quốc gia      | Tỉ lệ      | %    |
| -------------- | ------------- | ---------- | ---- |
| 68.501 км²     | Phần Lan      | 52.696 км² | 77 % |
| 68.501 км²     | Liên bang Nga | 15.805 км² | 23 % |

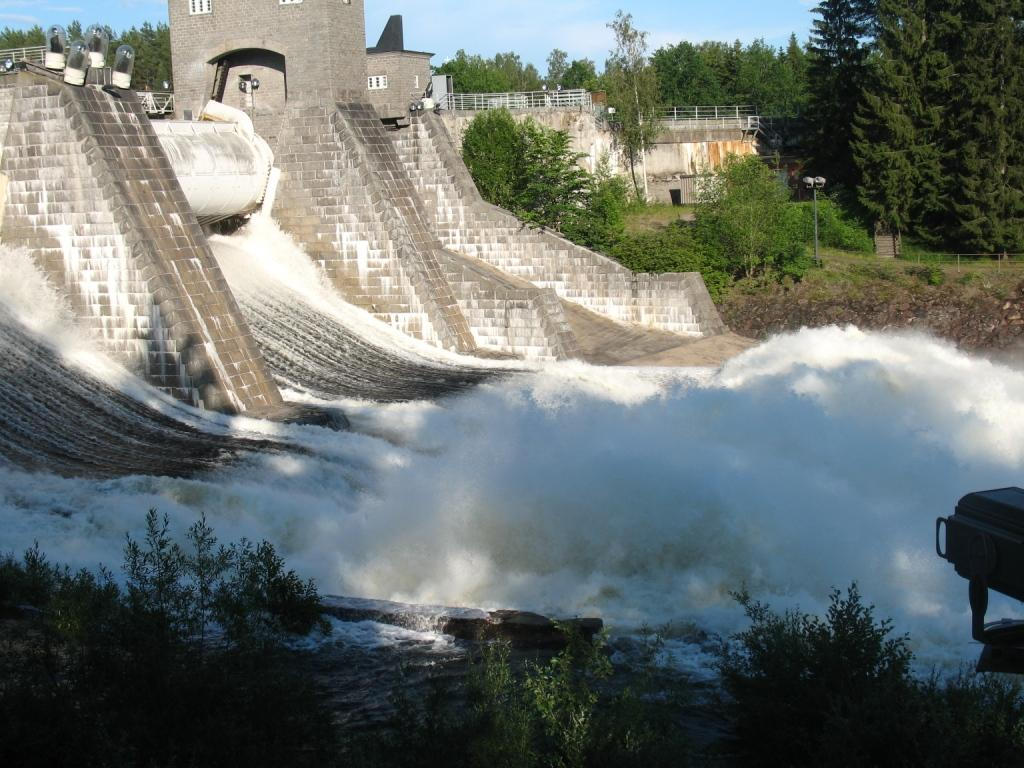
Вуокса в Иматре, пуск воды на водоскате Иматранкоски
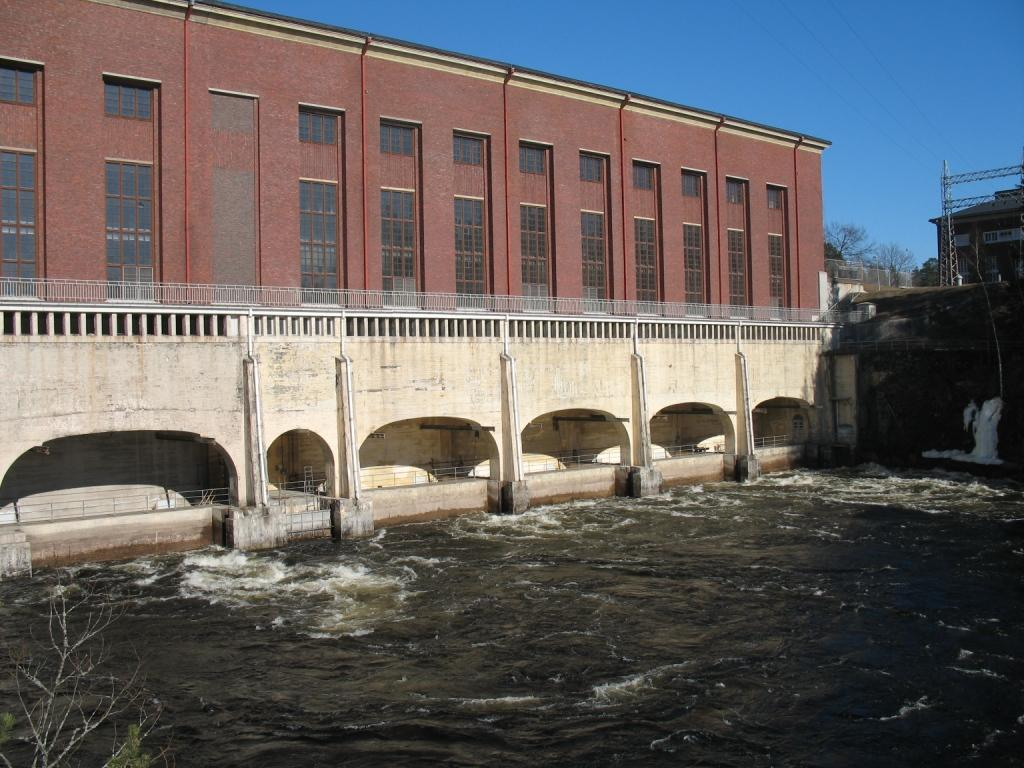
Вуокса в Иматре, ГЭС
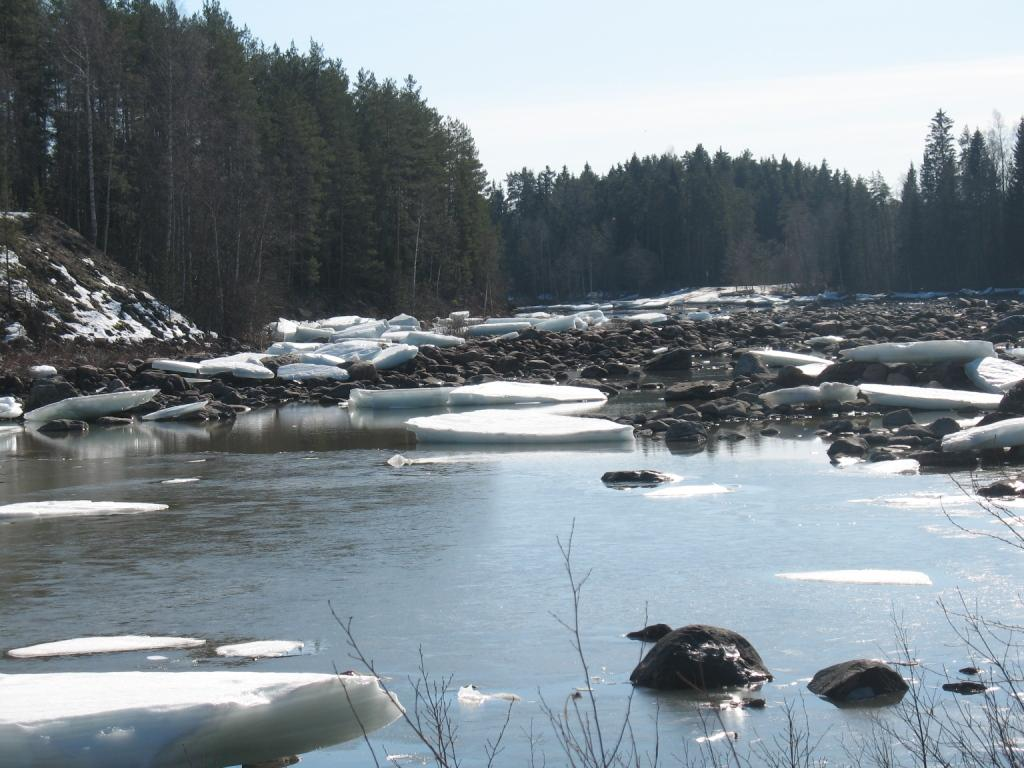
Вуокса в Иматре, старое русло весной
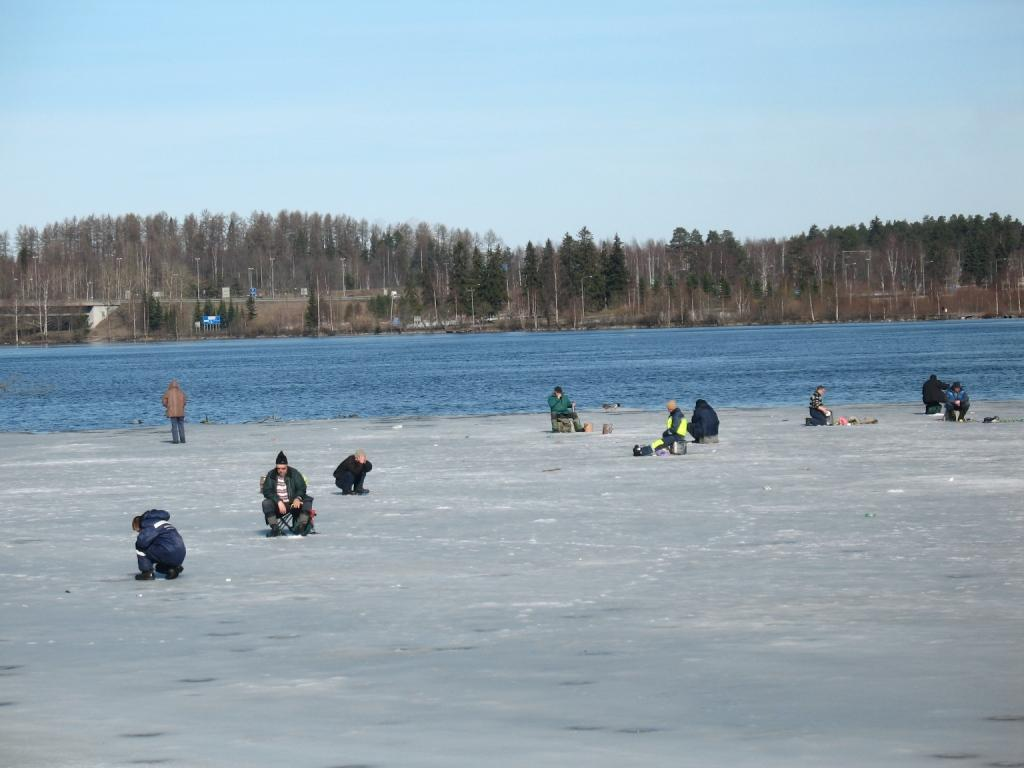
Вуокса в Иматре, весенняя рыбалка
- Мост через Вуоксу
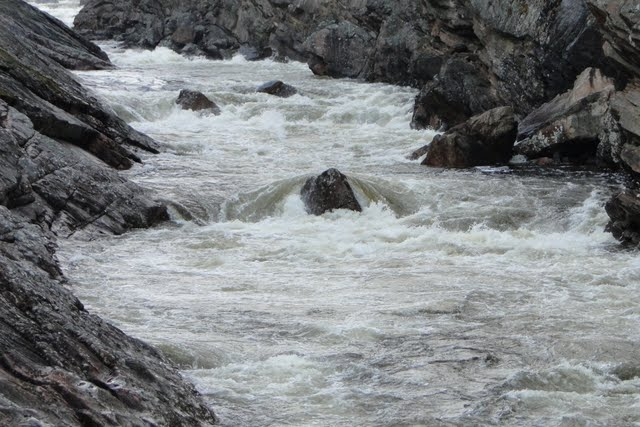
Пороги на реке Вуокса

## Phong hóa
Sông Vuoksi được công nhận là một trong những phẩm vật trọng yếu trong bộ quốc sử Kalevala, có ý nghĩa sâu sắc về lịch sử, văn hóa và giáo dục quốc gia tại không chỉ Phần Lan mà Cộng hòa Kareliya hiện đại. Theo Kalevala, đây vốn là chiếc lược của vợ Ilmarinen bị rớt xuống đất. Những sợi tóc óng ả của nàng ở kẽ lược đã tuôn ra như dòng nước mùa xuân. Dòng Vuoksi cũng hiện diện trong tác phẩm phái sinh Kanteletar. Trong đó, tác giả Elias Lönnrot đã có những vần thơ ca tụng vẻ đẹp của nó.
Ngày nay, tại Cộng hòa Kareliya coi Vuokša là hình tượng quan trọng để làm phong phú thêm căn tính dân tộc Karjala bên trong Liên bang Nga.
Tuy vậy, Vuoksi/Vuokša hậu kì hiện đại đang gặp các vấn đề về ô nhiễm môi trường do dầu thải từ Công ty chế biến giấy và bột giấy Svetogorsk (Светогорский целлюлозно-бумажный комбинат). Việc bảo vệ sinh thái dòng sông này đang rất được quan tâm ở cả Nga và Phần Lan.
| Vượt ghềnh Wuoksi (1972-4) | Quốc huy CHXHCN Soviet Karelo-Finskaya (1940-56) | Cầu Imatra | Nhà nguyện Chính Thống Räisälä |
| -------------------------- | ------------------------------------------------ | ---------- | ------------------------------ |
|                            |                                                  |            |                                |

## Liên kết
- Lönnrot, Elias (1989). The Kalevala. Bosley, Keith biên dịch. Oxford / New York: Oxford University Press. ISBN 978-0-19-953886-7.
- Kalevala - Now in Vietnamese
- Study of the birth of the Kalevala and the creation of the Vietnamese epic
- Cavazzano, Giorgio; Korhonen, Kari (2022), The Harp Under the Hammer, a sequel for Don Rosa's The Quest for Kalevala featuring Scrooge McDuck and some characters from the Kalevala
- Eivind, R. (1893), Finnish Legends for English Children, near complete prose translation based on Crawford
- Fillmore, Parker Hoysted (1923), The Wizard of the North: A Tale From the Land of Heroes
- Huitula, Kristian (2005), Friberg, Eino (biên tập), The Kalevala Graphic Novel, ISBN 978-952-99022-1-7
- Kolehmainen, John Ilmari (1973), Epic of the North
- McNeil, M.E.A (1994), The Magic Storysinger: A Tale from the Finnish Epic Kalevala, ISBN 978-0-88045-128-4 , a retelling in a style friendly to children
- Rosa, Don (1999), "The Quest for Kalevala", Uncle Scrooge, số 334, ISBN 978-0-911903-55-3 , a story in tribute to the Kalevala featuring Scrooge McDuck and some characters from the Kalevala
- Steffa, Tim; Kunnas, Mauri, biên tập (1997), The Canine Kalevala, ISBN 978-951-1-12442-9
- Alho, Olli, biên tập (1997), Finland: a cultural encyclopedia, ISBN 978-951-717-885-3
- Branch, Michael; Hawkesworth, Celia, biên tập (1994), The Uses of Tradition: a Comparative Enquiry into the Nature, Uses and Functions of Oral Poetry in the Balkans, the Baltic and Africa, ISBN 978-0-903425-38-4
- Ellison, Cori (ngày 7 tháng 1 năm 2005), "An Epic Gave Finns A Lot to Sing About", The New York Times, truy cập ngày 16 tháng 11 năm 2022
- Ervast, Pekka; Jenkins, John Major; Tapio, Joensuu (1916), The Key to The Kalevala, ISBN 978-1-57733-021-9
- Haavio, Martti Henrikki (1952), Väinämöinen, Eternal Sage
- Hämäläinen, Niina (tháng 12 năm 2013), ""Do Not, Folk of the Future, Bring up a Child Crookedly!": Moral Intervention and Other Textual Practices by Elias Lönnrot", RMN Newsletter, 7: 43–56
- Honko, Lauri, biên tập (1990), Religion, Myth, and Folklore in the World's Epics, ISBN 978-0-89925-625-2
- Honko, Lauri, biên tập (2002), The Kalevala and the World's Traditional Epics, ISBN 978-951-746-422-2
- Lönnrot, Elias (2005) [Originally printed 1840]. Kanteletar, elikkä, Suomen kansan vanhoja lauluja ja virsiä. Helsinki: Suomalaisen Kirjallisuuden Seura. ISBN 951-746-668-4.
- Kanteletar on the Project Gutenberg database
- Viipurin Lauluveikot "Yhä kohoaa tuttu torni". Fuga-9234. ISRCFIVLV0700001-12. Viipurin Lauluveikot 2007.
- Viipurin Lauluveikot "Te luulette meidän unohtaneen". Fuga-1981.
- Lönnrot, Elias (2005). Kanteletar, elikkä, Suomen kansan vanhoja lauluja ja virsiä (bằng tiếng Phần Lan) (ấn bản thứ 18). Helsinki: Suomalaisen Kirjallisuuden Seura. ISBN 951-746-668-4.
- Lönnrot, Elias (1992). The Kanteletar. trans. Keith Bosley. Oxford: Oxford University Press. ISBN 0-19-282862-2.
- Kaukonen, Väinö (1989). Lönnrot ja Kanteletar (bằng tiếng Phần Lan). Helsinki: Suomalaisen Kirjallisuuden Seura. ISBN 951-717-572-8.
- Koponen, Anneli, biên tập (1989). Naurut naisten, mielet miesten: Kantelettaren säkeitä elämän arkeen ja juhlaan (bằng tiếng Phần Lan). Jyväskylä: Gummerus. ISBN 951-20-5971-1.
- Korjonen-Kuusipuro, Kristiina & Niinisalo, Suvi (toim.): Vuoksi. Lappeenranta: Etelä-Karjala-instituutti, Lappeenrannan teknillinen yliopisto, 2007. ISBN 978-952-214-421-8.
- Saarnisto, Matti: Karjalan geologia – Karjalan luonnonmaiseman synty. Teoksessa: Viipurin läänin historia I, Karjalan synty. Lappeenranta: Karjalan kirjapaino, 2003. ISBN 952-5200-37-X.
- Korjonen-Kuusipuro, Kristiina: Yhteinen Vuoksi : ihmisen ja ympäristön kulttuurinen vuorovaikutus Vuoksen jokilaaksossa 1800-luvulta nykypäiviin. väitöskirja. Oulu: Oulun yliopisto, 2013. ISBN 978-952-62-0048-4. Teoksen verkkoversio (PDF) (viitattu 21.2.2020).
- Korjonen-Kuusipuro, Kristiina: Voimaa vuoksesta. Tekniikan Waiheita, 25. vsk, nro 3, s. 5–15. Helsinki: Tekniikan Historian Seura ry.. ISSN 0780-5772. Artikkelin verkkoversio (PDF). Viitattu 16.3.2020.

### Tư liệu
- The creation of the Vuoksi River preceded a significant cultural shift, September 15, 2014, Phys.org
- Saimaa Canal links two Karelias  – ThisisFINLAND
- Kanteletar taikka Suomen Kansan Wanhoja Lauluja ja Wirsiä
- Visitkarelia.fi – Information about travel, tourism and other fields in North Karelia
- Pielis.ru – travel information about North Karelia region and City of Joensuu
- "Реки системы Вуоксы. Лоции, описания, рекомендации, маршруты, расстояния, карты" (bằng tiếng Nga). {{Chú thích web}}: Đã bỏ qua tham số không rõ |deadlink= (gợi ý |url-status=) (trợ giúp)
- Григорий Анатольевич Исаченко (кандидат географических наук ). "История реки Вуоксы". {{Chú thích web}}: |url= trống hay bị thiếu (trợ giúp); Đã bỏ qua tham số không rõ |ссылка= (trợ giúp)
- "Вуоксинская эпопея". www.laatokka.info (bằng tiếng Nga). Bản gốc lưu trữ ngày 11 tháng 9 năm 2007. Truy cập ngày 11 tháng 1 năm 2019. {{Chú thích web}}: Đã bỏ qua tham số không rõ |deadlink= (gợi ý |url-status=) (trợ giúp)
- "Лоция Ладожского озера" (bằng tiếng Nga). Bản gốc lưu trữ ngày 6 tháng 7 năm 2010. Truy cập ngày 11 tháng 1 năm 2019. {{Chú thích web}}: Đã bỏ qua tham số không rõ |deadlink= (gợi ý |url-status=) (trợ giúp)